# Herbert Trube
Pour les articles homonymes, voir Trube.
Herbert Lawrence « Herb » Trube (né le 3 septembre 1886 à Brooklyn et décédé le 13 juillet 1959 à Norwalk) est un athlète américain spécialiste du demi-fond. Affilié au New York Athletic Club, il mesurait 1,7 m pour 66 kg

## Biographie

### Palmarès
| Date | Compétition           | Lieu    | Résultat | Épreuve             | Performance |
| ---- | --------------------- | ------- | -------- | ------------------- | ----------- |
| 1908 | Jeux olympiques d'été | Londres | 2e       | 3 miles par équipes | 19 points   |

### Records
| Épreuve | Performance   | Date |
| ------- | ------------- | ---- |
| Mile    | 4 min 19 s 8i | 1909 |
| 3 miles | 14 min 55 s 0 | 1908 |